# Groningen (tỉnh)
Groningen phát âmⓘ là tỉnh cực đông bắc của Hà Lan. Về phía đông, tỉnh này giáp các huyện Leer và Emsland của bang Niedersachsen), về phía nam là Drenthe, ở phía tây là Friesland và ở phía bắc là Biển Wadden. Tỉnh lỵ là thành phố Groningen.
Kinh tế tỉnh này chủ yếu là nông nghiệp, nơi đây có một mỏ khí thiên nhiên lớn gần Slochteren.